# Соболева, Елена Владимировна (бегунья)
Елена Владимировна Соболева (3 октября 1982, Брянск, РСФСР, СССР) — российская легкоатлетка, выступавшая в беговых дистанциях на 800, 1500 и 3000 м. Её основной дистанцией являлся бег на 1500 м.

## Спортивная карьера
В феврале 2008 на соревнованиях в Москве Елена Соболева установила новый мировой рекорд в помещении с результатом 3:58,05, а в марте 2008 побила этот же рекорд в Валенсии со временем 3:57,71, став чемпионкой мира в помещении.
По результатам сезона Соболева отобралась для участия в Летних Олимпийских играх 2008 года в Пекине в двух дисциплинах: 800 м и 1500 м. В беге на 800 метров ей принадлежал лучший результат сезона в мире на момент начала Олимпийских игр. Однако в результате нахождения допинг-несоответствий была отстранена от участия
.

## Дисквалификация
31 июля 2008 года Международная федерация легкой атлетики (ИААФ) отстранила Елену Соболеву, Гульфию Ханафееву, Светлану Черкасову, Дарью Пищальникову, Татьяну Томашову, Юлию Фоменко и Ольгу Егорову от участия во всех соревнованиях из-за подозрения в подмене допинг-проб: оказалось, что в пробах, взятых в апреле — мае, августе — сентябре 2007 года, а также 21 июля 2008 года не совпадает ДНК. Всероссийская федерация легкой атлетики приняла решение дисквалифицировать россиянок на два года с момента взятия проб. Таким образом, к лету 2009 года семь спортсменок должны были быть допущены к соревнованиям. Но IAAF осталась недовольна приговором ВФЛА, сочтя его слишком мягким и обратилась в спортивный арбитраж, который удовлетворил жалобу международной ассоциации, хотя и не увеличил дисквалификацию до 4 лет, как того требовали в IAAF. Суд постановил, что срок дисквалификации должен был начать свой отсчет с 3 сентября 2008 года (для Ольги Егоровой — с 20 октября) — с момента отстранения от соревнований. Общий срок дисквалификации составил два года и девять месяцев. Завершилась дисквалификация для всех спортсменок 30 апреля 2011 года..
По завершении дисквалификации вернулась на беговую дорожку, но так и не достигнув никаких результатов, завершила карьеру.
В апреле 2021 года Спортивный арбитражный суд (CAS) дисквалифицировал Соболеву на восемь лет за нарушение антидопинговых правил. Её результаты, показанные в период с 1 мая 2011 года до 15 декабря 2016 года, аннулированы.

## Личная жизнь
Замужем. Мать двоих мальчиков, Ильи и Максима.

## Достижения

### Результаты на международных соревнованиях
| Год  | Турнир                     | Место                | Результат | Дисциплина |
| ---- | -------------------------- | -------------------- | --------- | ---------- |
| 2005 | Чемпионат мира             | Хельсинки, Финляндия | 4         | 1500 m     |
| 2006 | Чемпионат мира в помещении | Москва, Россия       | 2         | 1500 m     |
| 2006 | Чемпионат Европы           | Гётеборг, Швеция     | 4         | 1500 m     |
| 2007 | Чемпионат мира             | Осака, Япония        | 2DQ       | 1500 m     |
| 2008 | Чемпионат мира в помещении | Валенсия, Испания    | 1DQ       | 1500 m     |

### Личные рекорды
на открытых стадионах
- 800 м: 1:54,85 минут (2008)
- 1000 м: 2:36,50 минут (2006)
- 1500 м: 3:56,43 минут (2006)
- 3000 м: 8:55,89 минут (2005)

в помещении
- 800 м: 1:58,53 минут (2006)
- 1500 м: 3:57.71 минут (2008)